# ラニ・カマラパティ (ハビブガンジ)-リーワー・ヴァンデ・バーラト急行
ラニ・カマラパティ (ハビブガンジ)-リーワー・ヴァンデ・バーラト急行（英語: Rani Kamalapati (Habibganj)–Rewa Vande Bharat Express）は、インド鉄道が運行する急行列車であるヴァンデ・バーラト急行の1つ。2023年から営業運転を開始した。

## 概要
2023年6月27日に設定され、翌6月28日から営業運転を開始したヴァンデ・バーラト急行の1つ。運行開始当初はボーパールのハビブガンジ駅とジャバルプルのジャバルプル・ジャンクション駅を結んでいたが、利便性向上を目的に同年10月16日にリーワーのリーワー駅まで延伸が実施された。走行区間の総延長は569 kmで、同区間を走る急行列車（リワンチャル急行、9時間30分）よりも速い8時間で両駅を結ぶ。列車は週6日・1往復が設定されており、火曜日は運休する。